# ۷۱ (پیش از میلاد)
۷۱ (پیش از میلاد) ۷۱مین سال قبل از تقویم میلادی است.